# Коледин, Константин Константинович
Константин Константинович Коледин — поэт, переводчик

## Биография
Родился в г. Мурманске, куда родители из Москвы приехали на комсомольскую стройку. В начале войны отец добровольцем ушел на фронт и пропал без вести, вскоре умерла мать.
Воспитывался в семье бабушки в Москве, потом в московском детском доме № 4, с 1950 г. учился в московской военно-музыкантской школе Советской Армии по классу труба у известного музыканта трубача К. К. Бабаева, по окончании которой был направлен в оркестр воинской части в г. Минск.
Жил и работал в Белоруссии в поселке Лельчицы, где руководил местным духовым оркестром. Писать стихи начал рано, ещё в детском доме, сочинял стихи о суровой детдомовской жизни. Впервые был опубликован в Белоруссии в газете «Советское Полесье» в 1957 г.
Работал на молодёжных стройках Саратова и Энгельса, в степях Заволжья, печатался в местных газетах.
В 1966 г. поступил в литературный институт им. Горького, учился в семинаре И. Сельвинского и М. Александрова. В 70-х вернулся в Москву, публиковался в московских журналах и альманахах.
Первый сборник «Построю дом» был издан в Приволжском книжном издательстве в 1972 г. в Саратове. В 1988 г. в Москве был опубликован второй сборник «Кольцо перемен».
С 1990 г. член Союза писателей России. В 90-е годы переводил советских, болгарских и польских поэтов.
В 2004 г. опубликовал переводы польского поэта М. Вавжкевича «М. В.» 2004 г.
Был постоянным автором и членом редколлегии журнала "Московский Вестник.
Автор семи поэтических сборников.
Лауреат ряда литературных премий Союза Писателей России.
Погиб 9 декабря 2014 г. Похоронен на 43 участке Ваганьковского кладбища.

## Критика
Максим Замшев: «…В судьбе поэта К. Коледина была изначально заложена классическая поступь, где важнее итог, чем заметность пути. Он продолжатель державинской ноты в русском стихосложения. Ноты, которая со временем истончилась, набрала чудесно рефлектирующие обертоны, насытилась новыми драматичными тембрами, но не стала от этого менее возвышенной и благородной. Он безусловный мастер, техничность которого органична и не бросается в глаза, стихотворный строитель, возводящий дворцы без одного гвоздя, на одном чудесном гармоничном сочетании слов и образов.» .
«Традиция, которой следует К. Коледин, — стержневая, корневая, магистральная линия русской культуры, уходящая далеко в глубь веков, в допушкинские времена, к кумира Ломоносова и Державина и ещё дальше…»
С. Казначеев: «Коледин К. верен законам красоты, добра и справедливости. Основной тональностью в его стихах является надежда — неустанный поиск плодотворных основ бытия, которые помогают человеку преодолевать все посылаемые ему испытания, сохраняя свое достоинство и уважение к таинственному миру живой и неживой природы, который принимает у него монументальный образ живой реки, обнимающей собою всю землю, все мироздание.»
М. Котенко: «…Пафос стихов К. Коледина в утверждении красоты мира, в целомудрии чувств, гармоничном созвучии души с окружающим миром. Талант и национальное достоинство — это благородный и благодарный путь поэта»